# Dasyhelea crassiseta
Dasyhelea crassiseta är en tvåvingeart som beskrevs av Art Borkent och Forster 1986. Dasyhelea crassiseta ingår i släktet Dasyhelea och familjen svidknott.
Artens utbredningsområde är Ontario. Inga underarter finns listade i Catalogue of Life.